# Église Saint-Méen-et-Sainte-Croix de La Fresnais
L’église Saint-Méen-et-Sainte-Croix est un édifice religieux situé à La Fresnais, dans le département français d'Ille-et-Vilaine, en région Bretagne.

## Histoire
L'édifice actuel a été construit entre 1889 et 1901 par Arthur Regnault.
L'église est inscrite aux monuments historiques depuis le 14 septembre 2015,,.

Monument aux morts.
Intérieur avec son plafond en pitchpin[5].
Orgue[6].
Chaire.